# Џенет Мактир
Џенет Мактир (енгл. Janet McTeer; Њукасл, 5. август 1961) енглеска је глумица.